# Radisson Collection Hotel, Royal Copenhagen
Radisson Collection Hotel, Royal Copenhagen es un hotel de cinco estrellas con 270 habitaciones situado en Copenhague, capital de Dinamarca. El arquitecto y diseñador danés Arne Jacobsen lo diseñó por orden de la compañía aérea escandinava Scandinavian Airlines System (SAS) entre 1956 y 1960. Jacobsen cuidó hasta el más mínimo detalle del proyecto durante la construcción. Algunos de los diseños de muebles como los sillones cisne y huevo, son considerados como clásicos del diseño.